# Jacinto Callero
Jacinto Callero (Canelones, Uruguay) es un exfutbolista uruguayo, jugaba de portero.

## Trayectoria
Comenzó su carrera en 1960 en las divisiones inferiores del club Nacional de Montevideo, junto al «Bolso» logró el campeonato nacional de primera división en 1966.
En 1967 pasó a jugar a Rampla Juniors, donde consiguió el Torneo de Copa en 1969.
En 1976 junto a Defensor Sporting se consagró campeón de primera división.

## Selección nacional
Fue internacional con la selección de fútbol de Uruguay, jugando en una sola oportunidad, en la igualdad 1:1 frente a la selección de fútbol de Rumanía en el estadio Centenario en partido previo al Campeonato Sudamericano 1967 donde fue el tercer portero.

### Participación en Campeonatos Sudamericanos
| Copa                         | Sede    | Resultado |
| ---------------------------- | ------- | --------- |
| Campeonato Sudamericano 1967 | Uruguay | Campeón   |

## Estadísticas

### Clubes
| Club              | País    | Año         |
| ----------------- | ------- | ----------- |
| Nacional          | Uruguay | 1960 - 1966 |
| Rampla Juniors    | Uruguay | 1967 - 1972 |
| Defensor Sporting | Uruguay | 1973 - 1977 |

## Palmarés

### Títulos nacionales
| Título           | Club              | País    | Año  |
| ---------------- | ----------------- | ------- | ---- |
| Primera División | Nacional          | Uruguay | 1966 |
| Torneo de Copa   | Rampla Juniors    | Uruguay | 1969 |
| Primera División | Defensor Sporting | Uruguay | 1976 |